# Yazid Ichemrahen
Yazid Ichemrahen, né le 16 septembre 1991 à Épernay, est un chef pâtissier et entrepreneur français.
Il remporte en 2014 le titre de champion du monde des desserts glacés. En 2023, le film À la belle étoile, co-produit par Jamel Debbouze et Laurence Lascary, retrace son parcours.

## Biographie

### Enfance et formation
Né à Épernay de parents originaires du Maroc, Yazid Ichemrahen grandit à Chouilly au sein d’une famille d’accueil, de l’âge de deux à dix ans.
Évoluant par la suite dans différents foyers, il découvre la pâtisserie à l’âge de 14 ans.
Il se forme, notamment en tant qu’apprenti, auprès du chocolatier Pascal Caffet, des pâtissiers Angelo Musa et Philippe Conticini ainsi qu’à l’école de Joël Robuchon.

### Carrière

#### En France
Après avoir obtenu le titre de champion du monde des desserts glacés en 2014, il a été sous-chef du restaurant le Métropole de Joël Robuchon à Monaco avant d’ouvrir une pâtisserie haut de gamme à Avignon.
En 2023, il ouvre une boutique dans l’hôtel Lys Martagon à Courchevel.

#### À l'international
En Europe, il ouvre notamment une boutique à Mykonos, en Grèce, en 2018, ainsi qu’une boutique à Gstaad, en Suisse, en 2019,.
Au Moyen-Orient, il lance une boutique au Qatar à partir de 2016.
En Afrique, il propose notamment ses créations à la chaîne hôtelière Mandarin Oriental,.

#### Marque et desserts en NFT
En parallèle de ses activités de chef pâtissier, il développe sa marque haut de gamme dans l’univers de la gastronomie, baptisée Ycone.
En 2022, il développe en partenariat avec l’enseigne Monoprix une pâtisserie exclusivement virtuelle, sous forme de NFT,.

## Affaire judiciaire
En 2025, Yazid Ichemrahen est définitivement condamné à « six mois de prison avec sursis, 6 000 euros d'amende et deux ans d'inéligibilité pour fraude à l’assurance » après avoir simulé un cambriolage en 2022 afin de percevoir les primes de son assurance. Après avoir reconnu les faits dès sa garde à vue et renoncé à faire appel après sa condamnation en septembre 2024, Yazid Ichemrahen se dit cependant innocent et victime d’une « injustice », déclarant avoir perdu « plus de 700 000 euros de contrats (…) sans compter les 20 000 ou 25 000 euros de frais d'avocat ». 

## Incarnation au cinéma
En 2023, le film À la belle étoile, co-produit par Jamel Debbouze et Laurence Lascary, retrace le parcours de Yazid Ichemrahen. Yazid Ichemrahen est incarné à l'écran par l'influenceur Just Riadh.

## Ouvrages
En 2016, il publie l’ouvrage Un rêve d’enfant étoilé, témoignant de son parcours et de sa vision de la gastronomie.